# Frank Abagnale Jr.
Frank William Abagnale, Jr. (Bronxville; 27 de abril de 1948) es un empresario estadounidense, dedicado a la consultoría de seguridad ante fraudes. Desde los 19 años y durante más de cinco años en la década de 1960 fue un falsificador de cheques e impostor. La supuesta historia de su vida fue la inspiración para la creación de la película Atrápame si puedes, dirigida por Steven Spielberg y basada en su biografía, escrita con el mismo nombre. En dicha película el propio Frank Abagnale Jr. realiza una participación, interpretando al policía francés que captura al personaje protagonista, interpretado por Leonardo DiCaprio.
En solo cinco años trabajó con ocho identidades diferentes —aunque utilizó también otros métodos para cobrar cheques— y pasó cheques falsos por un valor total de 2,5 millones de dólares en 26 países.

## Infancia y familia
Durante su adolescencia en Nueva York, Frank aprendió a conseguir dinero fácil; deseaba demostrarle a su padre cuán lejos podía llegar en la vida. Cuando recibió su primer coche usado, de su padre, también lo convenció de que le prestara su tarjeta de crédito para comprar repuestos. Con ella compró piezas que vendió más tarde a mayor precio al dueño de un taller para tener dinero en efectivo, hasta que su padre lo descubrió. Después aprendió que podía realizar fraudes bancarios de varias formas sin que nadie se percatara. Empezó a falsificar cheques; en un principio abrió varias cuentas de banco a su nombre.

## Delitos cometidos
Estos no fueron los únicos tipos de actos ilícitos que realizó, pues también adquirió personalidades falsas ejerciendo ilegalmente como médico, copiloto de Pan Am, abogado, agente del Servicio Secreto y demás profesiones. Durante dos años Abagnale Jr. fingió ser un piloto de la compañía aérea Pan Am bajo el nombre de Frank Taylor, un empleado de cortesía que necesitaba trasladarse de un país a otro. Lo logró gracias a que había obtenido un uniforme y falsificado la identificación de Pan Am.

### Como médico pediatra
Poco a poco fue adoptando la personalidad de Frank Conners, un pediatra del hospital de Georgia, para lo que obtuvo identificaciones falsas y durante once meses "ejerció" la medicina hasta que decidió abandonar esta práctica cuando puso en riesgo la vida de un bebé.

### Como abogado
Apenas a la edad de 19 años fingió ser el abogado Robert Black, graduado de la Universidad de Harvard. Ejerció la abogacía durante varios meses. Durante sus primeros fraudes fue perseguido por el agente del FBI Joseph Shea, de quien se escapó astutamente en repetidas ocasiones, hasta que finalmente el agente lo capturó en Francia. Antes de cumplir 20 años, Abagnale había cometido fraudes por valor de USD 4.000.000 (cuatro millones de dólares).

## Arresto en Francia
Reclamado por una docena de países en los que había cometido delitos, estuvo preso temporalmente en Perpiñán (Francia); en Malmö (Suecia) y luego cinco años en los Estados Unidos, en la prisión federal de Petersburg (Virginia), condenado bajo los cargos de suplantación de identidad, fraude, falsificación de documentos, ejercicio ilegal de profesiones, robo de bancos y otros.

## Colaboración con el gobierno contra el fraude
Reconociendo la enorme astucia que Abagnale tuvo para la falsificación desde sus muy tempranas edades, el gobierno estadounidense le ofreció salir de prisión a cambio de colaborar en la lucha contra el fraude. Ha escrito varios libros y se hizo millonario al instalar una consultora especializada en la detección de fraudes económicos. Además de esto, Frank ha sido el diseñador de muchos de los cheques antirrobo más seguros que se usan actualmente en todo el mundo.